# Romance (música)
El romance es un género musical del Renacimiento español basado en romances poéticos de origen popular. Es polifónico, vocal, con acompañamiento instrumental y de temática profana.
Su forma musical consiste en una estrofa de cuatro frases musicales cortas, ABCD, que se repiten durante todo el texto. Este es un poema de versos octosílabos con rima libre los impares y asonante los pares. Su contenido suele ser épico: narra una historia real o inventada (aunque hay también romances satíricos, amorosos…). 
La mayoría de los romances conservados se encuentra en el Cancionero de Palacio. De los 40 que hay, 6 tratan de la Reconquista de Granada por los Reyes Católicos. El compositor más importante de romances musicales es Juan del Encina. Otros géneros emparentados con el romance son el villancico y la ensalada, de la misma época y también en castellano.